# ベルナルディーノ・デ・サアグン

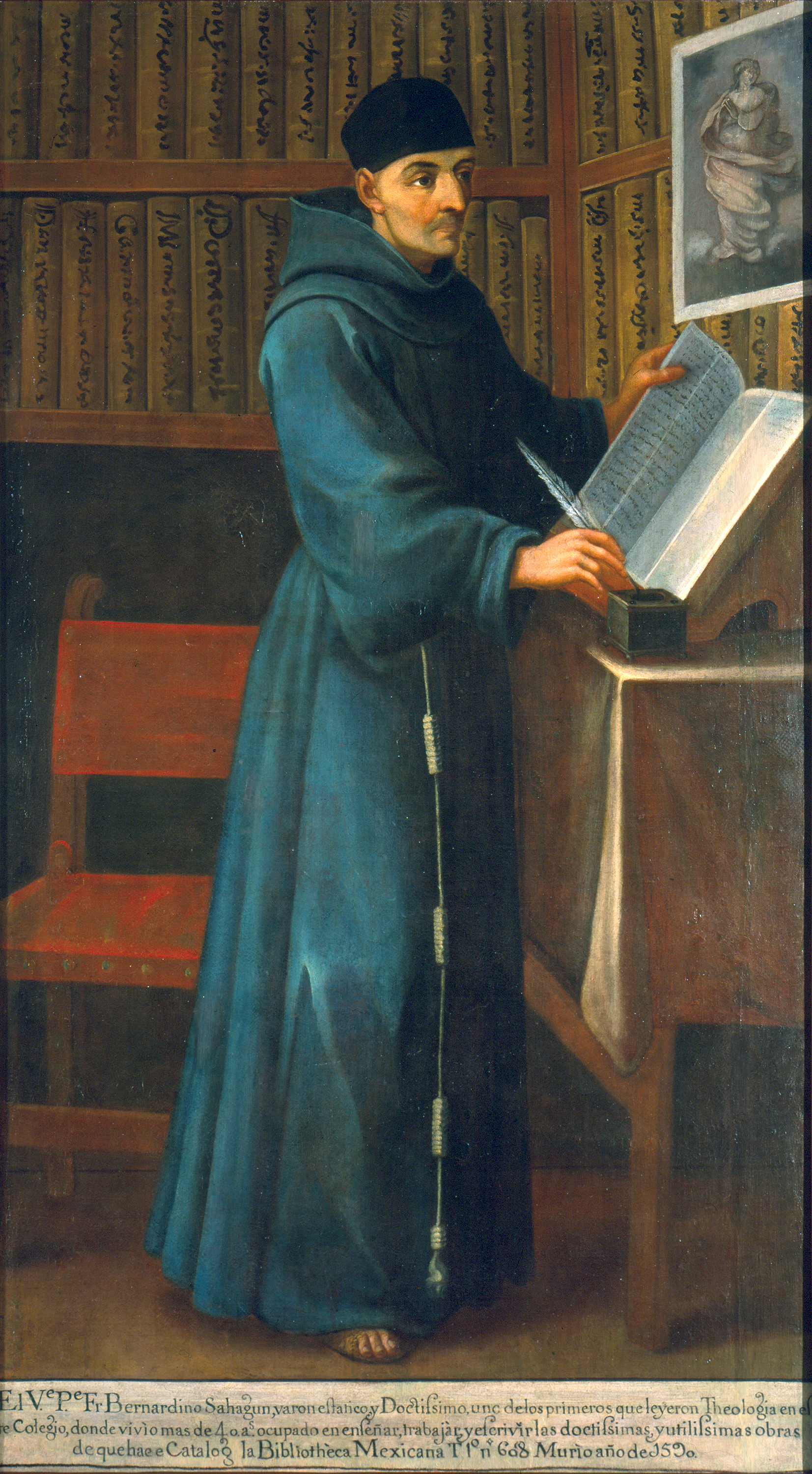
ベルナルディーノ・デ・サアグン

ベルナルディーノ・デ・サアグン（Bernardino de Sahagún、1499年? - 1590年10月23日）は、スペインのフランシスコ会修道士。メキシコで60年以上にわたってキリスト教の宣教活動を行い、ナワトル語とスペイン語の2言語による百科全書的な絵文書『ヌエバ・エスパーニャ概史』を編纂した。

## 生涯
レオンのサアグンで生まれた。サラマンカ大学で学び、司祭に叙階された後、1529年にヌエバ・エスパーニャ（メキシコ）に派遣された。1536年にトラテロルコ（現在のメキシコシティの一部）にコレヒオ・デ・サンタ・クルスが設立されると、そこで現地の有力者の子弟をキリスト教に改宗させ、またスペイン語とラテン語を教えた。
サアグンは自らナワトル語を学習し、アステカの風習や宗教を研究した。1558年ごろ、教会管区長のフランシスコ・デ・トラルは、キリスト教の布教に役立つであろう現地人の歴史や習慣に関する事柄を書物にまとめるように正式にサアグンに命じた。サアグンは現地の長老を集めて宗教・歴史・習慣・動植物などについて質問を出し、それをナワトル語・スペイン語・ラテン語に通ずる4人の現地人の学生の助けを借りて記述した。このためサアグンは現代の民族誌学者の父とも呼ばれる。
1568年までに全12巻にわたる概史が完成し、翌年清書された。初期の原稿ではスペイン語、ナワトル語、注釈の3つに欄を分けていたが、完成した本ではナワトル語のみになった。ほかに文法書とナワトル語・スペイン語・ラテン語の辞書を編纂した。
サアグンの著書については賛否の評価が分かれたが、新任のフランシスコ会総監(comisario general)であるロドリーゴ・デ・セケラはサアグンを支持し、その勧めによってスペイン語の翻訳を加えた2言語版が作られた。しかし、一部の修道士はサアグンの著書を現地の偶像崇拝や古い祭儀を奨励する危険なものと考え、インディアス枢機会議に訴えた。この結果、1577年にフェリペ2世はサアグンの著書を調査のためにスペインに送るよう命令した。サアグンの著書は出版されなかった。
サアグン自身はメキシコの伝統的な神々を悪魔と考え、現地の人々に偶像崇拝をやめさせようとしたが、晩年の1585年になってもまだ伝統的な信仰が残っていることを嘆いている。その一方で現地の人々の倫理にヨーロッパより優れた所があることも認めている。
1583年にナワトル語のキリスト教聖歌集『Psalmodia Cristiana』が出版された。これはサアグンの生前に出版された唯一の著書だった。
1590年に現在のメキシコシティで没した。

## 著書

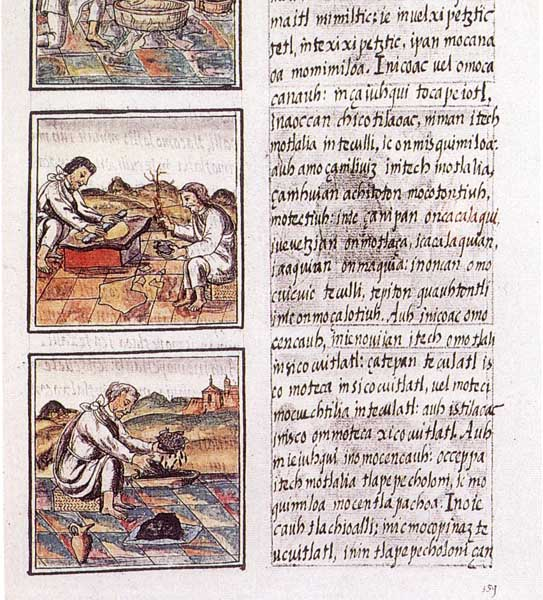
フィレンツェ絵文書 巻9

1783年に年代記作家のフアン・バウティスタ・ムニョスがトロサのフランシスコ会修道院で『ヌエバ・エスパーニャ全史』 (Historía universal de las cosas de la Nueva España) と題のつけられたスペイン語のみの写本を再発見した。トロサの写本は後にマドリードの王立歴史アカデミーの所有に帰した。1829-1830年にメキシコの歴史学者カルロス・マリア・デ・ブスタメンテによって出版された。また、イギリスの収集家キングズボロー公によって出版された『メキシコの古物』（全9巻、1831-1849）にも収録された。しかしどちらも原書にあまり忠実ではなかった。
ナワトル語とスペイン語で書かれた初期の原稿もマドリードの王立歴史アカデミーとマドリードの王宮が所蔵している。この本は『マドリード絵文書』と呼ばれ、おそらく1570年代にスペインに送られたものという。なお、1569年に完成したナワトル語のみの本は現存していない。
フィレンツェのラウレンツィアーナ図書館が所蔵する本は『フィレンツェ絵文書』と呼ばれ、ページを左右に分けて左にスペイン語・右にナワトル語が記されている。挿絵の数は1846枚にのぼり、大部分は彩色されている。この本はロドリーゴ・デ・セケラによって1580年にスペインにもたらされ、おそらく1588年ごろにラウレンツィアーナ図書館の蔵本になった。この本は遅れて1979年にはじめて複製が出版された。
研究が進むにつれて『ヌエバ・エスパーニャ概史』以外にもサアグンの著書がヨーロッパ各地に残っていることが判明した。

### 日本語訳
- 「メシコの戦争」-『征服者と新世界』「大航海時代叢書12」岩波書店、1980年、新版1993年
『概史』の第12巻を1585年にサアグン自身が改訂版の訳書。小池佑二 訳
- 『神々とのたたかい Ⅰ』「アンソロジー新世界の挑戦」岩波書店、1992年
『ヌエバ・エスパーニャ概史』の抄訳版。 篠原愛人・染田秀藤 訳